# Ludwig Schwanthaler

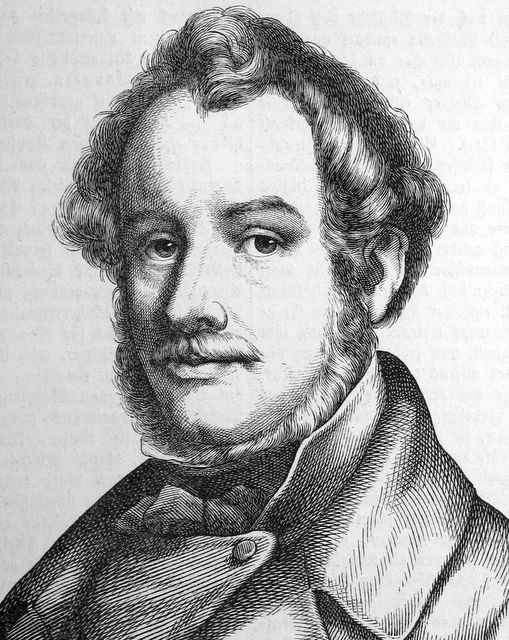
Ludwig Schwanthaler.

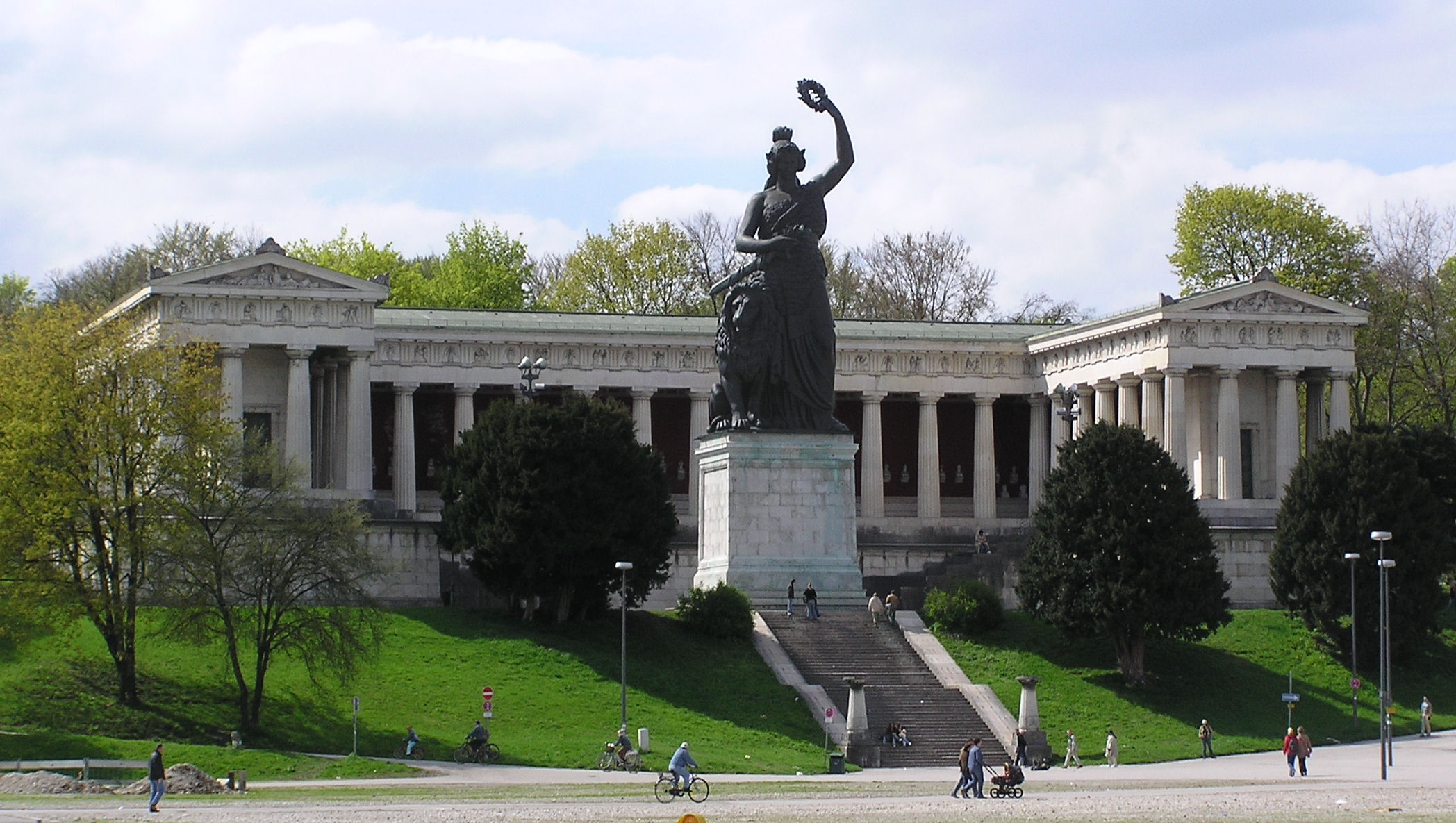
Bavaria framför Ruhmeshalle i München.

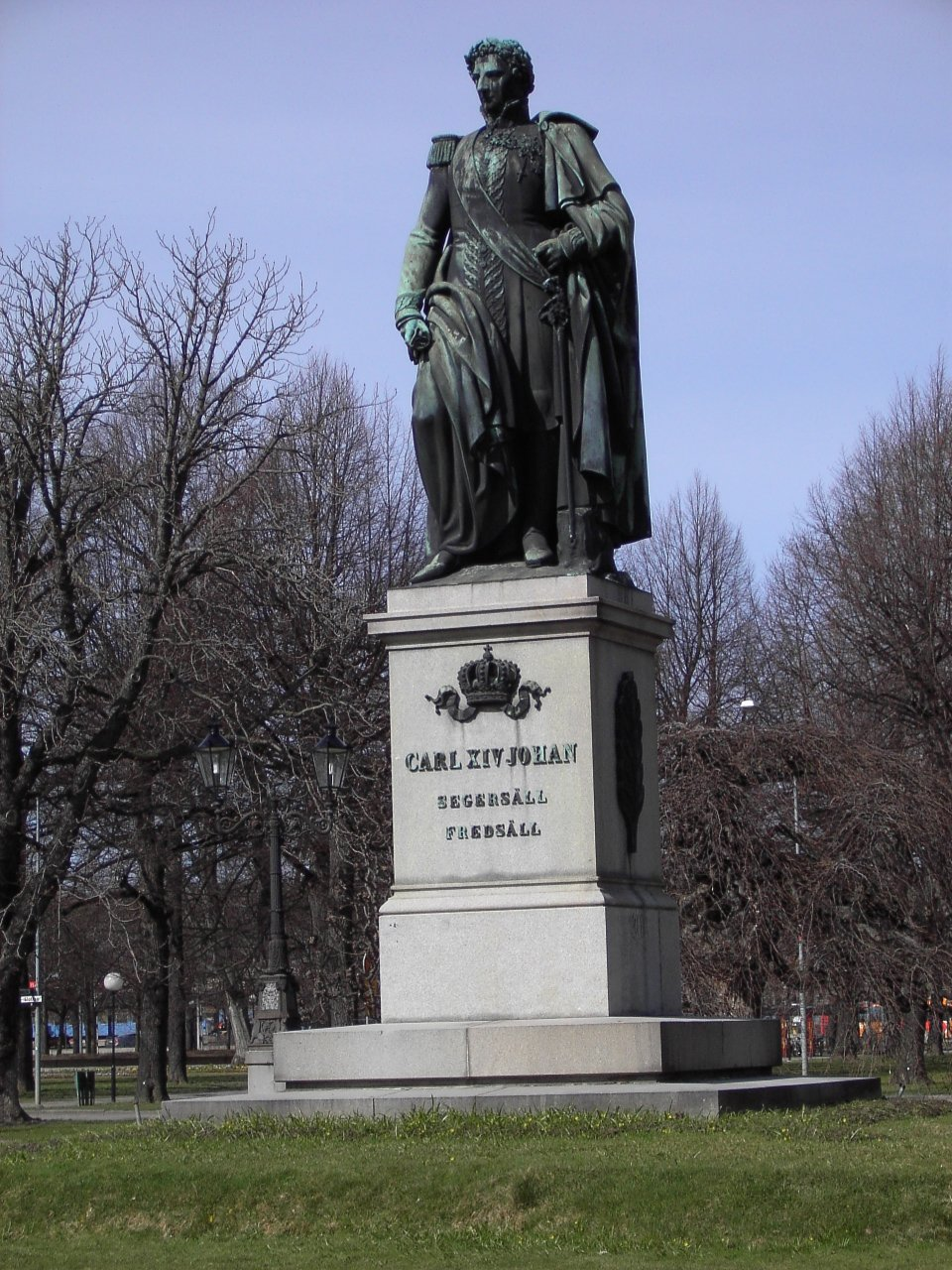
Karl XIV Johans staty i Carl Johans park i Norrköping.

Ludwig Michael (von) Schwanthaler, född 26 augusti 1802 i München, död där 14 november 1848, var en tysk skulptör.
Schwanthaler föddes in i en familj med flera generationer av bildhuggare från Ried i Innkreis i nuvarande österrikiska delstaten Oberösterreich. Han utbildade sig först hos fadern Franz Jakob Schwanthaler (1762-1820) och därefter på Münchens konstakademi och under studieperioder för kungliga stipendier i Italien 1826–27 och 1832–34. Under den senare studerade han bland annat för Bertel Thorvaldsen. Han var lärare på Münchens konstakademi från 1835 till sin död.
Han blev skulpturmedarbetare i den grupp av arkitekter och konstnärer som realiserade den bayerske kung Ludwigs många byggnadsprojekt och gjorde ett mycket stort antal verk i München i detta sammanhang, bland annat i kungliga palatset och i Glyptoteket i München. Där finns också den kolossala, 18,5 meter höga och 7 ton tunga Bavaria framför Ruhmeshalle. Denna göts under en femårsperiod 1844-49. Utanför Bayern finns bland annat på Mozartplatz i Salzburg en staty av Wolfgang Amadeus Mozart (1842) och på Goetheplatz i Frankfurt am Main en av Johann Wolfgang von Goethe (1844).
Schwanthaler skapade också en staty över Karl XIV Johan på uppdrag av en grupp Norrköpingsbor, vilken restes 1846 i Karl Johans park i Norrköping. Detta uppdrag fick han genom att han kunde utföra det billigare och snabbare än vad tillfrågade svenska skulptörer kunde göra, något som väckte harm i den svenska konstvärlden.
Han dog redan vid 46 års ålder och testamenterade sina skisser till Münchens konstakademi. Dessa finns nu i Schwanthaler Museum.